# Helicina platychila
Hélicine à labre épais
Espèce
Helicina platychila, l’Hélicine à labre épais, est une espèce de gastéropodes terrestre de la famille des Helicinidae endémique des Petites Antilles.
L’espèce a été décrite par Megerle von Mühlfeld sous le protonyme d’Helix platychylos à partir de spécimens provenant de Guadeloupe.

## Description
L’hélicine à labre épais, comme toutes les espèces de la famille des Helicinidae, est un escargot operculé à une paire de tentacules tactiles, à la base desquelles sont positionnés les yeux.
La coquille est pyramidale arrondie, non ombiliquée, striée de lignes de croissance. La spire est légèrement convexe, formée de 5 tours, à apex saillant. L’ouverture est en forme de triangle arrondi, aussi large que haute. Le péristome est peu épaissi et faiblement réfléchi,. Une large callosité basale couvre la région ombilicale. La coquille embryonnaire est ornée de très nombreuses et fines ponctuation disposées en lignes concentriques.
La coloration de la coquille est uniforme, de teinte variable, le plus souvent jaune serin ou rouge brun , mais parfois blanche.
Le plus grand diamètre de la coquille est un peu inférieur à 10 mm, pour une hauteur de 5 à 6 mm.
Le corps de l’animal est gris translucide parfois tâché de noir, avec des tentacules et un bandeau gris foncé à noir, ce dernier couvrant les yeux, les reliant et se prolongeant sur l’arrière de la tête. Des spécimens mélaniques existent également, associés aux formes à coquille brunes.

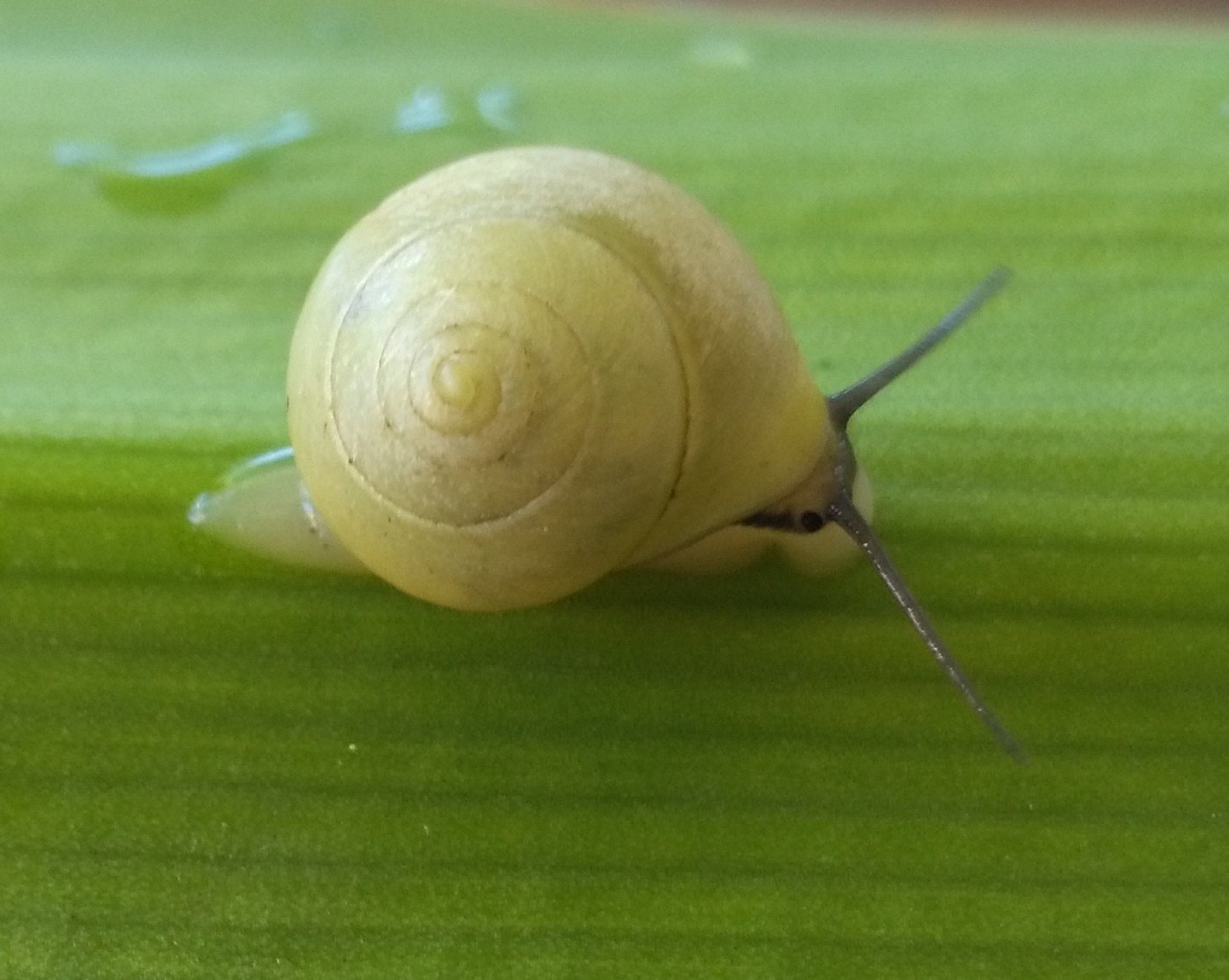
Helicina platychila, spécimen de la Guadeloupe, variété jaune

## Répartition
Helicina platychila se rencontre dans un petit nombre d’îles des Petites Antilles, où elle n'est pas rare. Ces îles sont,, :
- Guadeloupe (Basse-Terre et Grande-Terre) ;
- Marie-Galante ;
- Dominique ;
- Martinique.

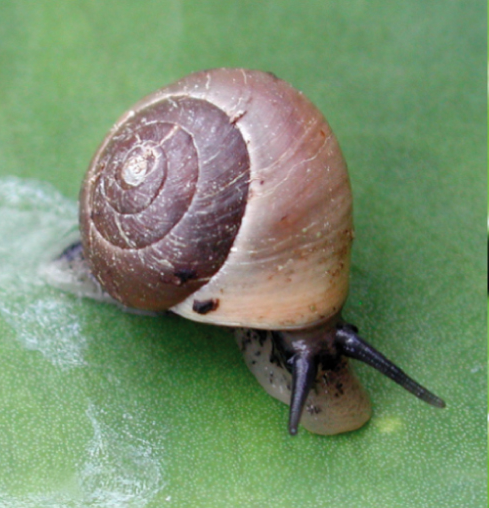
Helicina platichila, spécimen de la Dominique, variété brune.

L’espèce a été mentionnée anciennement de Sainte Lucie, sans qu’aucune observation récente ne permette de confirmer sa présence sur cette dernière île.

## Écologie
L’espèce est arboricole, se rencontrant sur les plantes, les arbustes et les troncs d'arbre ,, bien qu’elle se rencontre aussi au sol, parmi les débris végétaux,. Elle marque une nette préférence pour les lisières et les clairières.

## Dénominations
Ce taxon porte en français le nom vernaculaire ou normalisé suivant : Hélicine à labre épais.

## Systématique
Le nom valide complet (avec auteur) de ce taxon est Helicina platychila (Megerle von Mühlfeld, 1824).
L'espèce a été initialement classée dans le genre Helix sous le protonyme Helix platychilos Megerle von Mühlfeld, 1824.
Helicina platychila a pour synonymes :
- Helicina (Oligyra) epistilia Guppy, 1868
- Helicina (Oligyra) platychila (Megerle von Mühlfeld, 1824)
- Helicina epistilia Guppy, 1868
- Helix platychilos Megerle von Mühlfeld, 1824

### Publication originale
- (de) J. C. Megerle von Mühlfeld, « Beschreibung einiger neuen Conchylien », Verhandlungen der Gesellschaft naturforschender Freunde zu Berlin, 1824, vol. 1, n. 4, p. 205-221 {{{1}}}.